# Les Nerfs à vif (film, 1962)
Pour le remake de 1991, voir Les Nerfs à vif (film, 1991).
Pour les articles homonymes, voir Cape Fear.
Pour plus de détails, voir Fiche technique et Distribution.
Les Nerfs à vif (Cape Fear) est un film en noir et blanc réalisé par J. Lee Thompson, sorti en 1962.

## Synopsis
Max Cady vient de sortir de prison après une peine de huit ans purgée pour agression sexuelle. Il est bien décidé à se venger de celui qui avait témoigné contre lui au procès : l'avocat Sam Bowden. Cady s'installe en ville et commence à mener une sournoise guerre des nerfs contre Bowden, en le menaçant de s'attaquer à sa femme et à sa fille. Devant l'impuissance de la police, Bowden imagine de tendre un piège à Cady.

## Fiche technique
- Titre : Les Nerfs à vif
- Titre original : Cape Fear
- Réalisation : J. Lee Thompson
- Scénario : James R. Webb, d'après le roman Un monstre à abattre (The executioners) de John D. MacDonald (1958)
- Musique : Bernard Herrmann
- Direction artistique : Alexander Golitzen et Robert Boyle
- Décors : Oliver Emert
- Costumes : Mary Wills
- Photographie : Sam Leavitt
- Ingénieurs du son : Waldon O. Watson et Corson Jowett
- Montage : George Tomasini
- Société de production : Melville-Talbot Productions
- Société de distribution : Universal Pictures
- Producteur : Sy Bartlett
- Distributeur : Universal International
- Pays de production : États-Unis
- Langue : anglais
- Format : noir et blanc - 1,85:1 - 35mm - son : Mono (Westrex Recording System)
- Genre : thriller
- Durée : 101 min
- Dates de sortie : 
  - États-Unis : 12 avril 1962 (première) et 18 avril 1962
  - France : 31 octobre 1962

## Distribution

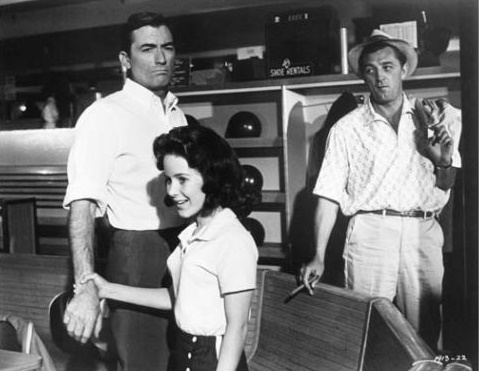
Gregory Peck, Lori Martin et Robert Mitchum dans une scène du film.

- Gregory Peck (VF : Jean-Claude Michel) : Sam Bowden
- Robert Mitchum (VF : Raymond Loyer) : Max Cady
- Polly Bergen (VF : Marcelle Lajeunesse) : Peggy Bowden
- Lori Martin (VF : Jacqueline Mono) : Nancy Bowden
- Martin Balsam (VF : Michel Gudin) : l'inspecteur Mark Dutton
- Jack Kruschen (VF : Georges Hubert) : Dave Grafton
- Telly Savalas (VF : Henry Djanik) : Charles Sievers
- Barrie Chase (en) : Diane Taylor
- Paul Comi : George Garner
- Edward Platt : le juge

## Remake
Le film a fait l'objet d'un remake en 1991 : Les Nerfs à vif réalisé par Martin Scorsese avec Robert De Niro, Nick Nolte et Jessica Lange, dans lequel les acteurs originaux des trois premiers rôles masculins ont refait des apparitions dans des rôles secondaires.